# Perkinsiella neoinsignis
Perkinsiella neoinsignis är en insektsart som beskrevs av Frederick Arthur Godfrey Muir 1923. Perkinsiella neoinsignis ingår i släktet Perkinsiella och familjen sporrstritar. Inga underarter finns listade i Catalogue of Life.